# Amici (månekrater)
Amici er et nedslagskrater på Månen, beliggende på Månens bagside. Det er opkaldt efter den italienske astronom Giovanni Amici (1786-1863).
Navnet blev officielt tildelt af den Internationale Astronomiske Union (IAU) i 1970. 

## Omgivelser
Amici ligger syd for det større Icaruskrater og nord for McKellarkrateret.

## Karakteristika
Randen af Amici er eroderet og forvredet af senere nedslag, så den nu har en noget polygonal form. I den sydlige del findes en dal, som strækker sig i retning mod satellitkrateret 'Amici M'. Den indre kraterbund har ingen bemærkelsesværdige nedslagsdannelser, men er dog arret af mange småkratere.

## Satellitkratere
De kratere, som kaldes satellitter, er små kratere beliggende i eller nær hovedkrateret. Deres dannelse er sædvanligvis sket uafhængigt af dette, men de får samme navn som hovedkrateret med tilføjelse af et stort bogstav. På kort over Månen er det en konvention at identificere dem ved at placere dette bogstav på den side af satellitkraterets midte, som ligger nærmest hovedkrateret. Amicikrateret har følgende satellitkratere:
| Amici | Længde  | Bredde   | Diameter |
| ----- | ------- | -------- | -------- |
| M     | 11,8° S | 171,9° V | 105 km   |
| N     | 11,8° S | 172,5° V | 39 km    |
| P     | 12,3° S | 174,1° V | 31 km    |
| Q     | 12,0° S | 175,7° V | 47 km    |
| R     | 11,4° S | 175,2° V | 34 km    |
| T     | 9,7° S  | 174,0° V | 43 km    |
| U     | 8,7° S  | 175,5° V | 96 km    |

- Nærbillede af Amici T fra Apollo 8

## Måneatlas
- Billeder af Amicikrateret i LPI-måneatlasset